# Museo Picasso (Málaga)

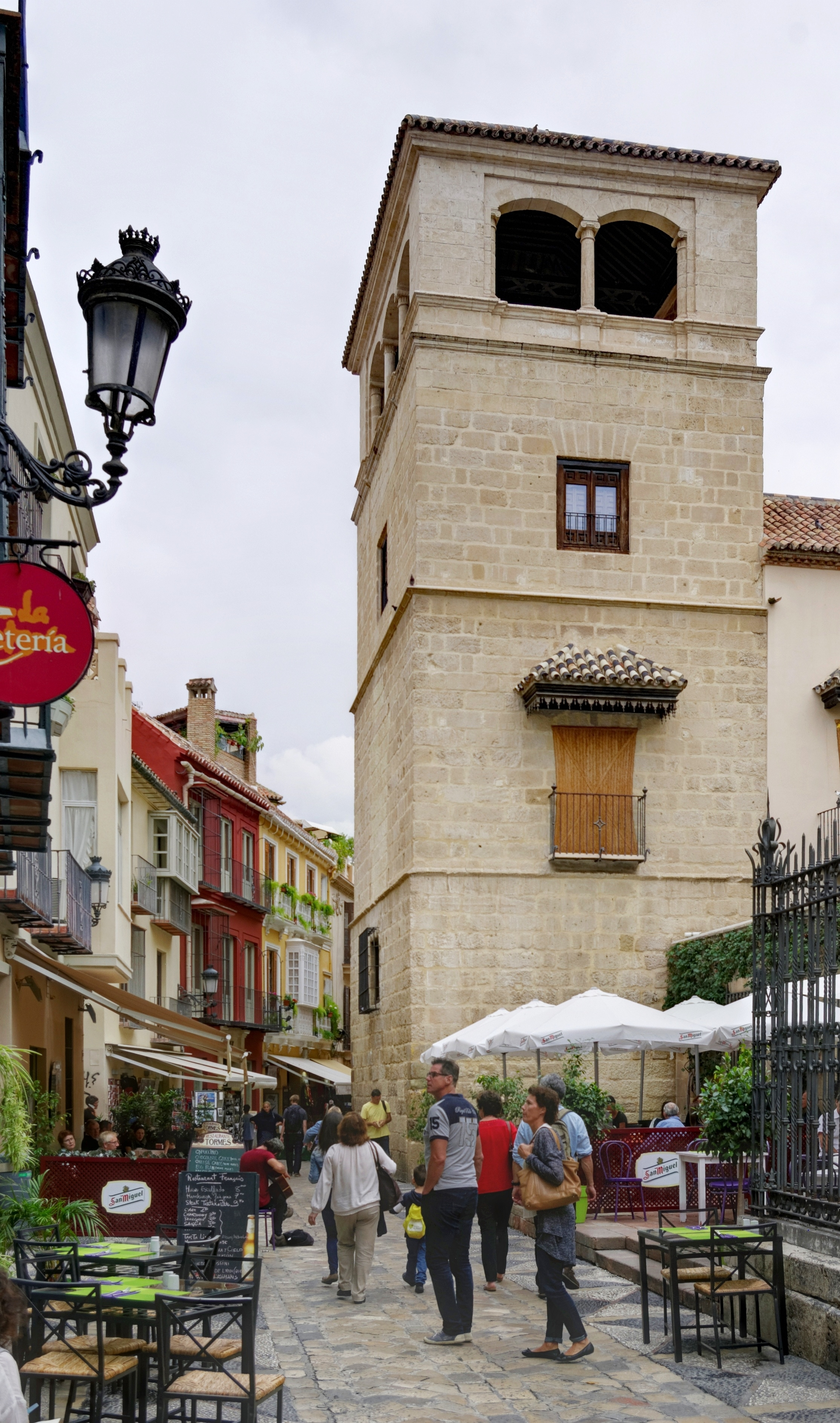
Museo Picasso Málaga (Detail)

Het Museo Picasso is een museum in Málaga (Andalusië, Spanje) gevestigd in Palacio de Buenavista in de omgeving van het geboortehuis van Pablo Picasso gelegen in het centrum van de stad. Het heeft circa 200 werken, waaronder ook sculpturen en keramiek.

## Geschiedenis
Het gebouw dateert uit de 16de eeuw en werd van 1530 tot 1540 voor Diego de Cazalla gebouwd in de stijl van de renaissance en mudéjar. Tot de 19de eeuw diende het als familiepaleis.
In 1939 werd het een Nationaal Monument. In 1946 werd het van de Staat. In 1961 werd het Museo Provincial de Bellas Artes (Provinciaal museum voor schone kunsten) erin geopend.
De opening van het museum vond plaats op 27 oktober 2003. De eerste directeur was Carmen Giménez. Het American Institute of Architects gaf in januari 2006 een ereprijs aan het Museo Picasso.

## Verzameling Picasso
In 1997 verwierf de regering van Andalusië het Palacio de los Condes de Buenavista om werken van Picasso in zijn geboortestad in te richten. In oktober 1997 gaven de erven van Picasso toestemming om voor 50 jaar werken tentoon te stellen.
Het museum beschikt over een bibliotheek, een documentatiecentrum en een auditorium. Er worden ook wisseltentoonstellingen gehouden.